# Słownictwo neutralne
Słownictwo neutralne, leksyka neutralna – warstwa słów pozbawionych wyraźnego nacechowania stylistycznego. Tworzą ją wyrazy, których nie da się przyporządkować konkretnemu wariantowi stylistycznemu języka. Zaliczają się do nich: nazwy osób i rzeczy pozbawione odcieni stylistycznych (stół, książka, dziecko), niektóre czasowniki (prać, nieść, widzieć), liczebniki (osiem, dziewięć) i przysłówki (wieczorem, zawsze).